# Bala Turkvision Song Contest
Il Bala Turkvision Song Contest (Turco: Bala Türkvizyon Şarkı Yarışması), era un concorso musicale che si teneva annualmente, creato ispirandosi al Junior Eurovision Song Contest (versione per bambini dell'ESC).
Come il Turkvision Song Contest, era un festival canoro che si focalizza principalmente sulle nazioni turcofone e di cultura turca o dove c'è una numerosa comunità turca. Dopo l'edizione del 2015 e le 2 cancellate nel 2016 e 2017, non ci sono state nuove edizioni

## Partecipanti
Tutte le nazioni e le regioni turcofone possono partecipare al contest.
Finora sono 13 le nazioni e/o regioni hanno preso parte all'unica edizione del 2015, escludendo quelle del 2016 e del 2017, entrambe annullate.
La principale differenza con lo Junior Eurovision Song Contest è la presenza, oltre che di nazioni indipendenti de facto, di regioni o nazioni federali soprattutto russe o transcaucasiche; tutto ciò dal momento che una delle regole fondamentali per accedere al contest è far parte dell'area turcofona, ossia in cui è possibile sentir parlare una lingua di origine turca.

### Partecipanti per edizione
| Anno | Paesi debuttanti |
| ---- | --- |
| 2015 | Albania, Azerbaigian, Bielorussia, Gagauzia, Georgia, Iran, Kazakistan, Kosovo, Kirghizistan, Macedonia, Romania, Turchia, Ucraina |

### Partecipazioni complessive
Nella seguente lista sono inseriti i nomi dei paesi o delle regioni federali che hanno partecipato almeno a un'edizione della manifestazione.
È importante notare che anche nazioni europee come la Germania o i Paesi Bassi hanno aderito alla manifestazione, questo sempre perché al loro interno sono presenti grandi comunità turche, o comunque popolazioni e minoranze linguistiche di origini turche.
| Paese/Regione | Dipendente da | Anno debutto | Anno ritorno | N° di partecipazioni | Vittorie | Rete/i televisiva/e | Anno ritiro |
| ------------- | ------------- | ------------ | ------------ | -------------------- | -------- | ------------------- | ----------- |
| Albania       |               | 2015         | -            | 1                    | 0        | RTSH                | -           |
| Azerbaigian   |               | 2015         | -            | 1                    | 1        | ATV Azerbaijan      | -           |
| Bielorussia   |               | 2015         | -            | 1                    | 0        | BTRC                |             |
| Gagauzia      | Moldavia      | 2015         | -            | 1                    | 0        | GRT Televisione     |             |
| Georgia       |               | 2015         | -            | 1                    | 0        | GPB                 | -           |
| Iran          |               | 2015         | -            | 1                    | 0        | IRIB                | -           |
| Kazakistan    |               | 2015         | -            | 1                    | 0        | Adam Media Group    | -           |
| Kirghizistan  |               | 2015         | -            | 1                    | 0        | Kyrgyz Television   | -           |
| Kosovo        | UNMIK         | 2015         | -            | 1                    | 0        | RTK Television      |             |
| Macedonia     |               | 2015         | -            | 1                    | 0        | MRT 2               | -           |
| Romania       |               | 2015         | -            | 1                    | 0        | Alpha TV Media      | -           |
| Turchia       |               | 2015         | -            | 1                    | 0        | TMB TV              | -           |
| Ucraina       |               | 2015         | -            | 1                    | 0        | Kultura             | -           |

## Vincitori
| Anno | Vincitore          | Lingua             | Artista                    | Canzone            | Data               | Luogo               | Città              |
| ---- | ------------------ | ------------------ | -------------------------- | ------------------ | ------------------ | ------------------- | ------------------ |
| 2015 | Azerbaigian        | Azero              | Nuray Rahman & Ahmed Amirl | Cocukluk Yillari   | 15 dicembre 2015   | Yeditepe University | Istanbul           |
| 2016 | Edizione annullata | Edizione annullata | Edizione annullata         | Edizione annullata | Edizione annullata | Edizione annullata  | Edizione annullata |
| 2017 | Edizione annullata | Edizione annullata | Edizione annullata         | Edizione annullata | Edizione annullata | Edizione annullata  | Edizione annullata |

### Vincitori per paese
| Numero vittorie | Paesi       |
| --------------- | ----------- |
| 1               | Azerbaigian |

### Vincitori per lingua
| Vittorie | Lingua | Anni | Paesi       |
| -------- | ------ | ---- | ----------- |
| 1        | Azero  | 2015 | Azerbaigian |

## Paesi ospitanti
| Partecipazioni | Paesi   | Città    | Luogo               | Anno |
| -------------- | ------- | -------- | ------------------- | ---- |
| 1              | Turchia | Istanbul | Yeditepe University | 2015 |

## Presentatori
Tre persone in tutto, fino al 2015, sono ricordate per essere state scelte come conduttori televisivi del Bala Turkvision Song Contest.
Il numero dei conduttori televisivi varia sempre dai due ai tre per serata.
| Anno | Sede               | Presentatore/i-Presentatrice/i           |
| ---- | ------------------ | ---------------------------------------- |
| 2015 | Istanbul, Turchia  | Aida Tieuhan Refik Savroz Nermin Agayeva |
| 2016 | Istanbul, Turchia  | Edizione annullata                       |
| 2017 | Astana, Kazakistan | Edizione annullata                       |